# 1142
Năm 1142 trong lịch Julius.